# أميد نظري
أميد نظري (29 أبريل 1991 بمالمو في السويد - ) هو لاعب كرة قدم إيراني في مركز الوسط. شارك مع منتخب إيران ب لكرة القدم ‏ ومنتخب إيران لكرة القدم. أما مع النوادي، فقد لعب مع نادي غلوبال ونادي مالمو وFC Rosengård 1917 ‏ ونادي روسينجورد للسيدات وÄngelholms FF ‏.

## وصلات خارجية
- أميد نظري على موقع الاتحاد الأوربي (الإنجليزية)
- أميد نظري على موقع قاعدة بيانات كرة القدم.إي يو (الإنجليزية)
- أميد نظري على موقع ناشيونال فوتبول تيمز (الإنجليزية)
- أميد نظري على موقع Soccerway.com (الإنجليزية)
- أميد نظري على موقع AS.com (الإسبانية)